# Città di mercato

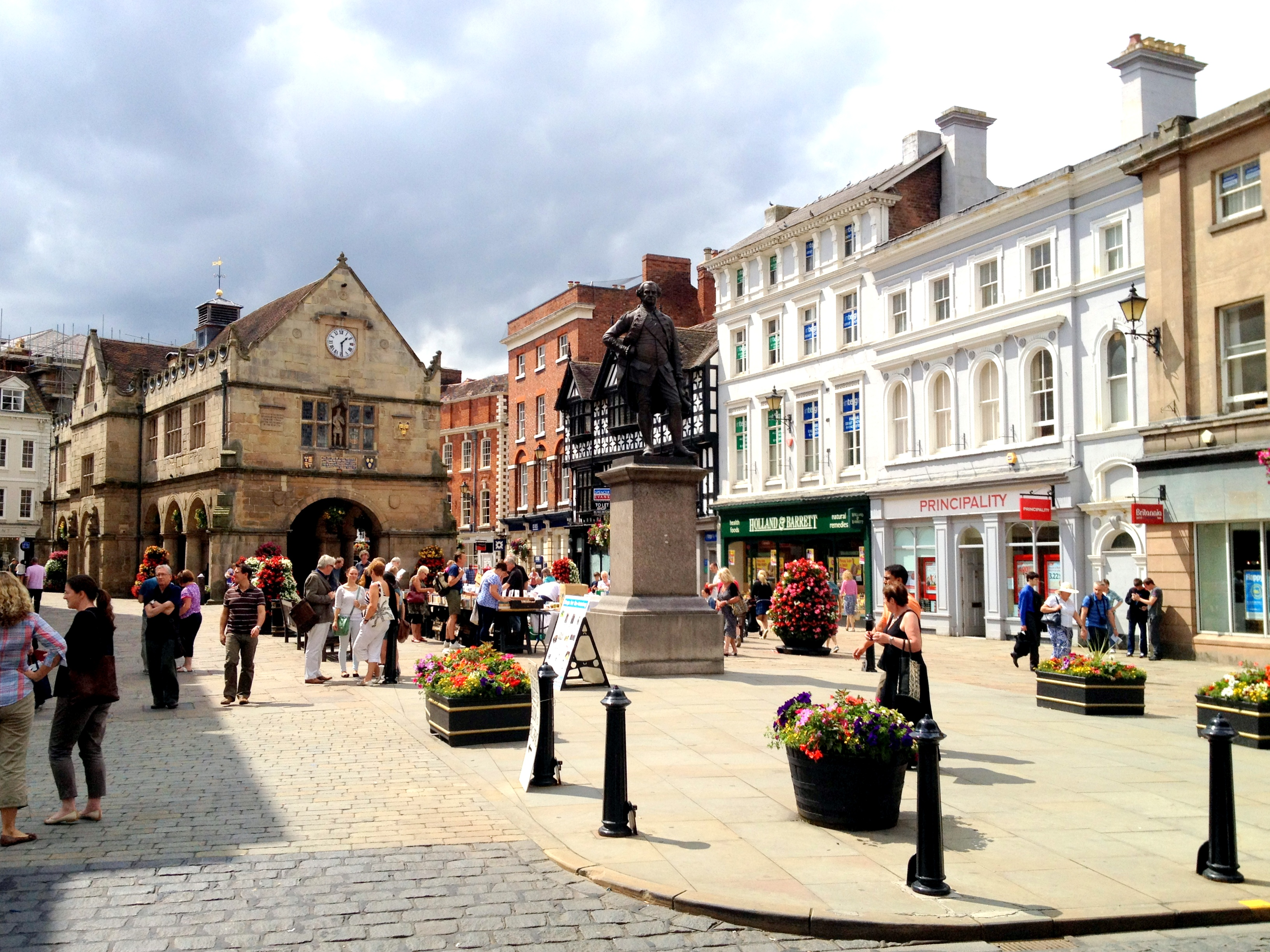
La piazza del mercato di Shrewsbury, una città di mercato inglese

Con città di mercato (in inglese market town) s'intende un borgo o una città che, secondo il diritto europeo medievale, aveva ottenuto il diritto a tenere un mercato. I comuni con diritto di mercato si diffusero in Inghilterra, Scandinavia e in tutta l'area germanica. Anche in Francia i bourgs (borghi) vennero a coincidere con il concetto di città di mercato.
In Norvegia la città di mercato (kjøpstad dal norreno kaupstaðr) aveva dei privilegi concessi dal re o dall'autorità e consentiva ai cittadini di avere un monopolio sulla compravendita di beni e altre attività, nella città stessa o nel contado. Nell'area germanica il concetto di città di mercato (chiamate comuni di mercato) è ancora attuale.

## Storia

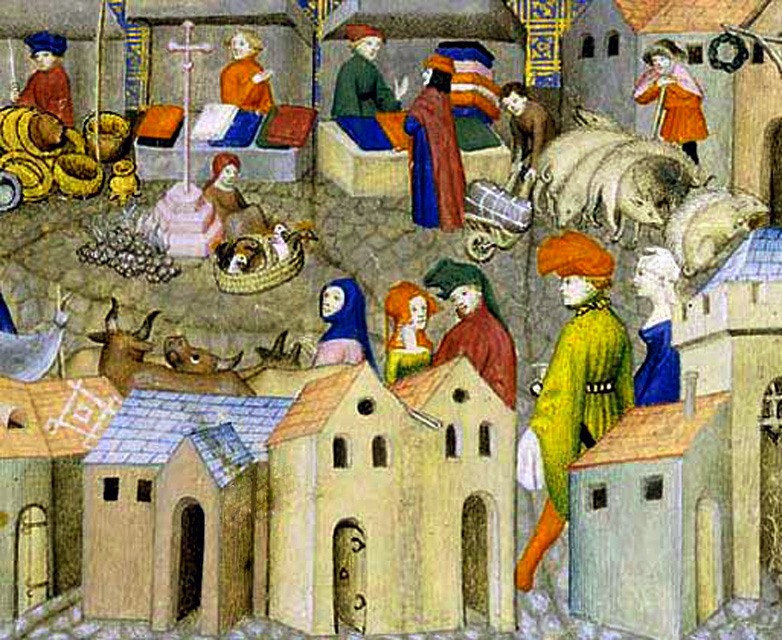
Croce di mercato in un mercato francese, circa 1400

Lo scopo principale di una città di mercato è la fornitura di beni e servizi alla località circostante. Sebbene le città di mercato fossero note nell'antichità, il loro numero aumentò rapidamente a partire dal XII secolo. Le città di mercato in tutta Europa prosperarono con un'economia migliorata, una società più urbanizzata e l'introduzione diffusa di un'economia basata sul denaro contante. Il Domesday Book del 1086 elenca 50 mercati in Inghilterra. Circa 2.000 nuovi mercati furono istituiti tra il 1200 e il 1349. La proliferazione delle città di mercato si verificò in tutta Europa più o meno nello stesso periodo.
Inizialmente, le città di mercato spesso crescevano vicino a luoghi fortificati, come castelli o monasteri, non solo per godere della loro protezione, ma anche perché le grandi famiglie signorili e i monasteri generavano domanda di beni e servizi. Gli storici definiscono queste prime città di mercato "città di mercato prescrittive" in quanto potrebbero non aver goduto di alcuna autorizzazione ufficiale, ma ricevettero lo status di città di mercato attraverso consuetudini e pratiche nel caso siano esistite prima del 1199. Fin dall'inizio, re e amministratori capirono che una città di mercato di successo attraeva persone, generava entrate e avrebbe pagato per le difese della città. Intorno al XII secolo, i re europei iniziarono a concedere licenze ai villaggi consentendo loro di tenere mercati in giorni specifici. 
Framlingham, nel Suffolk, è un esempio notevole di mercato situato vicino a un edificio fortificato. Inoltre, i mercati erano situati dove il trasporto era più facile, come a un incrocio o vicino a un guado fluviale, ad esempio a Cowbridge nella Vale of Glamorgan. Quando furono costruite le prime linee ferroviarie locali, si diede priorità alle città di mercato per facilitare il trasporto delle merci. Ad esempio, a Calderdale, nel West Yorkshire, diverse città di mercato vicine tra loro furono designate per sfruttare i nuovi treni. La designazione di Halifax, Sowerby Bridge, Hebden Bridge e Todmorden ne è un esempio.
Numerosi studi hanno evidenziato la prevalenza del mercato periodico nelle città medievali e nelle aree rurali a causa della natura localizzata dell'economia. Il mercato era il luogo comunemente accettato per il commercio, l'interazione sociale, lo scambio di informazioni e il pettegolezzo. Un'ampia gamma di rivenditori si riuniva nelle città di mercato: venditori ambulanti, venditori al dettaglio, mercanti e altri tipi di commercianti. Alcuni erano commercianti professionisti che occupavano una vetrina locale come un panificio o una birreria, mentre altri erano commercianti occasionali che allestivano una bancarella o trasportavano la loro merce in ceste nei giorni di mercato. Il commercio di mercato soddisfaceva le esigenze dei consumatori locali, fossero essi visitatori o residenti locali.
Braudel e Reynold hanno condotto uno studio sistematico delle città di mercato europee tra il XIII e il XV secolo. La loro indagine mostra che nei distretti regionali i mercati si tenevano una o due volte a settimana, mentre i mercati giornalieri erano comuni nelle città più grandi. Col tempo, i negozi permanenti iniziarono ad aprire quotidianamente e gradualmente soppiantarono i mercati periodici, mentre venditori ambulanti o ambulanti continuarono a colmare le lacune nella distribuzione. Il mercato fisico era caratterizzato da scambi transazionali e sistemi di baratto erano comuni. I negozi avevano costi generali più elevati, ma erano in grado di offrire orari di apertura regolari e un rapporto con i clienti e potrebbero aver offerto servizi a valore aggiunto, come condizioni di credito a clienti affidabili. L'economia era caratterizzata dal commercio locale in cui le merci venivano scambiate su distanze relativamente brevi. Braudel riferisce che, nel 1600, il grano percorreva solo 8-16 km (5-10 miglia); il bestiame 64-113 km (40-70 miglia); la lana e i tessuti di lana 32-64 km (20-40 miglia). Tuttavia, dopo l’era delle scoperte europee, i beni vennero importati da lontano: il tessuto di calicò dall’India, la porcellana, la seta e il tè dalla Cina, le spezie dall’India e dal Sud-est asiatico e il tabacco, lo zucchero, il rum e il caffè dal Nuovo Mondo. 
L'importanza dei mercati locali iniziò a diminuire a metà del XVI secolo. I negozi permanenti che garantivano orari di contrattazione più stabili iniziarono a soppiantare il mercato periodico. Inoltre, l'ascesa di una classe mercantile portò all'importazione e all'esportazione di un'ampia gamma di beni, contribuendo a ridurre la dipendenza dai prodotti locali. Al centro di questo nuovo commercio mercantile globale c'era Anversa, che a metà del XVI secolo era la più grande città di mercato d'Europa. 
È possibile reperire un buon numero di storie locali di singole città di mercato. Tuttavia, storie più generali sull'ascesa delle città di mercato in Europa sono molto più difficili da reperire. Clark sottolinea che, sebbene si conosca molto del valore economico dei mercati nelle economie locali, il ruolo culturale delle città di mercato ha ricevuto scarsa attenzione accademica.

## Per paese

### Danimarca

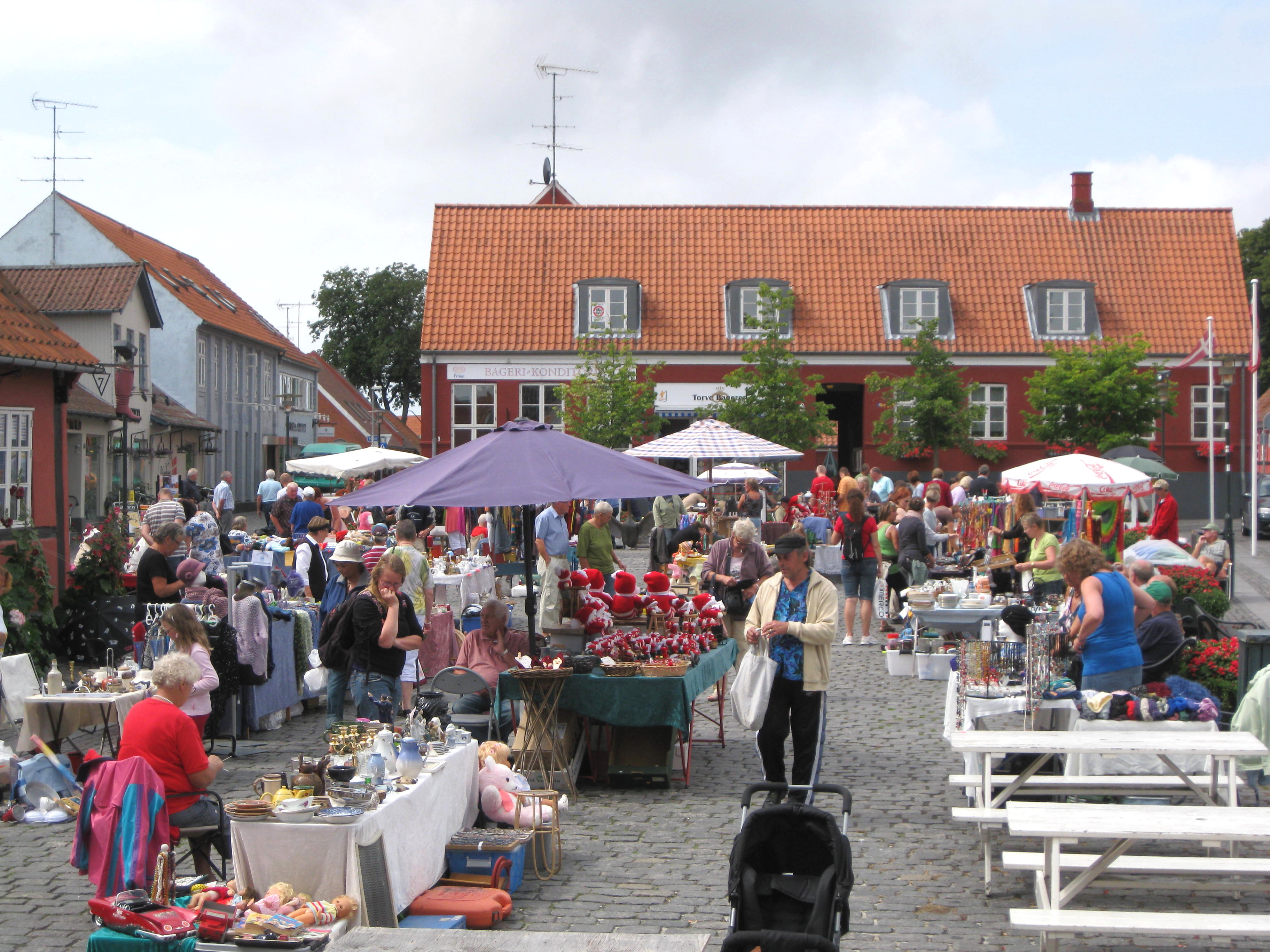
Mercato pubblico nella storica piazza del mercato di Aakirkeby sull'isola di Bornholm, 2010

In Danimarca, il concetto di città di mercato (in danese: købstad) emerse durante l'età del ferro. Non si sa quale sia stata la prima città di mercato danese, ma Hedeby (parte dell'odierno Schleswig-Holstein) e Ribe furono tra le prime. Nel 1801, in Danimarca c'erano 74 città di mercato. L'ultima città a ottenere i diritti di mercato (in danese: købstadsprivilegier) fu Skjern nel 1958. Con la riforma municipale del 1970, le città di mercato furono unite alle parrocchie vicine e persero il loro status e i loro privilegi speciali, sebbene molte si pubblicizzino ancora usando il nome di købstad e organizzino mercati pubblici nelle loro storiche piazze del mercato.

### Area di lingua tedesca
Il diritto medievale di tenere mercati (in tedesco: Marktrecht) si riflette nel prefisso Markt nei nomi di molte città in Austria e Germania, ad esempio Markt Berolzheim o Marktbergel. Altri termini usati per le città di mercato erano Flecken nella Germania settentrionale, o Freiheit e Wigbold in Vestfalia.
I diritti di mercato vennero designati già durante l'Impero carolingio. Intorno all'800, Carlo Magno concesse il titolo di città di mercato a Esslingen am Neckar. Corrado II il Salico creò un certo numero di città di mercato in Sassonia nel corso dell'XI secolo e fece molto per sviluppare mercati pacifici concedendo una "pace" speciale ai mercanti e una "pace" speciale e permanente alle piazze di mercato. Con l'ascesa dei territori, la capacità di designare città di mercato passò ai principi e ai duchi, come base del diritto cittadino tedesco.
Lo status di comune di mercato (Marktgemeinde o Markt) è perpetuato attraverso il diritto austriaco, lo stato tedesco della Baviera e la provincia italiana dell'Alto Adige. Tuttavia, il titolo non ha ulteriore rilevanza giuridica, in quanto non conferisce alcun privilegio.

### Ungheria
In ungherese, il termine "mezőváros" per città di mercato significa letteralmente "città di pascolo" e implica che si trattasse di una città non fortificata: architettonicamente, si distinguevano dalle altre città per l'assenza di mura. La maggior parte delle città di mercato fu istituita tra il XIV e il XV secolo e si sviluppò tipicamente attorno ai villaggi del XIII secolo che le avevano precedute. Un boom nell'allevamento del bestiame potrebbe essere stato il fattore scatenante dell'aumento del numero di città di mercato in quel periodo.
Studi archeologici suggeriscono che le planimetrie di tali città di mercato avevano strade multiple e potevano anche emergere da un gruppo di villaggi o da un precedente insediamento urbano in declino, o essere create come un nuovo centro urbano.
Spesso godevano di privilegi limitati rispetto alle città regie. Anche la loro duratura subordinazione feudale ai proprietari terrieri o alla Chiesa costituisce una differenza cruciale.
I successori di questi insediamenti hanno solitamente un paesaggio urbano distinguibile. L'assenza di mura di fortificazione, agglomerati scarsamente popolati e i loro stretti legami con la vita agricola hanno permesso a queste città di rimanere più verticali rispetto alle civitas. La struttura urbana a livello stradale varia a seconda dell'epoca da cui hanno origine varie parti della città. Le città di mercato erano caratterizzate come una transizione tra un villaggio e una città, senza un nucleo urbano unificato e definito. Un alto livello di pianificazione urbana segna solo un'epoca a partire dal XVII-XVIII secolo. Questa datazione è parzialmente correlata alle ondate di modernizzazione e reinsediamento dopo la liberazione dell'Ungheria ottomana.

### Islanda
Mentre l'Islanda era sotto il dominio danese, i mercanti danesi detenevano il monopolio del commercio con l'Islanda fino al 1786. Con l'abolizione del monopolio commerciale, furono fondate sei città di mercato (kaupstaður in islandese) in tutto il paese. Tutte, tranne Reykjavík, avrebbero perso i loro diritti di mercato nel 1836. Nuove città di mercato sarebbero state designate con atti dell'Alþingi nel XIX e XX secolo. Nella seconda metà del XX secolo, i diritti speciali concessi alle città di mercato riguardavano principalmente una maggiore autonomia in materia fiscale e il controllo sulla pianificazione urbana, sulla scuola e sull'assistenza sociale. A differenza dei comuni rurali, le città di mercato non erano considerate parte delle contee.
L'ultima città a cui furono concessi i diritti di mercato fu Ólafsvík nel 1983 e da allora si contarono 24 città di mercato, fino a quando una riforma municipale del 1986 ne abolì sostanzialmente il concetto. Molte delle città di mercato esistenti continuarono a chiamarsi kaupstaður anche dopo che il termine perse ogni significato amministrativo.

### Norvegia

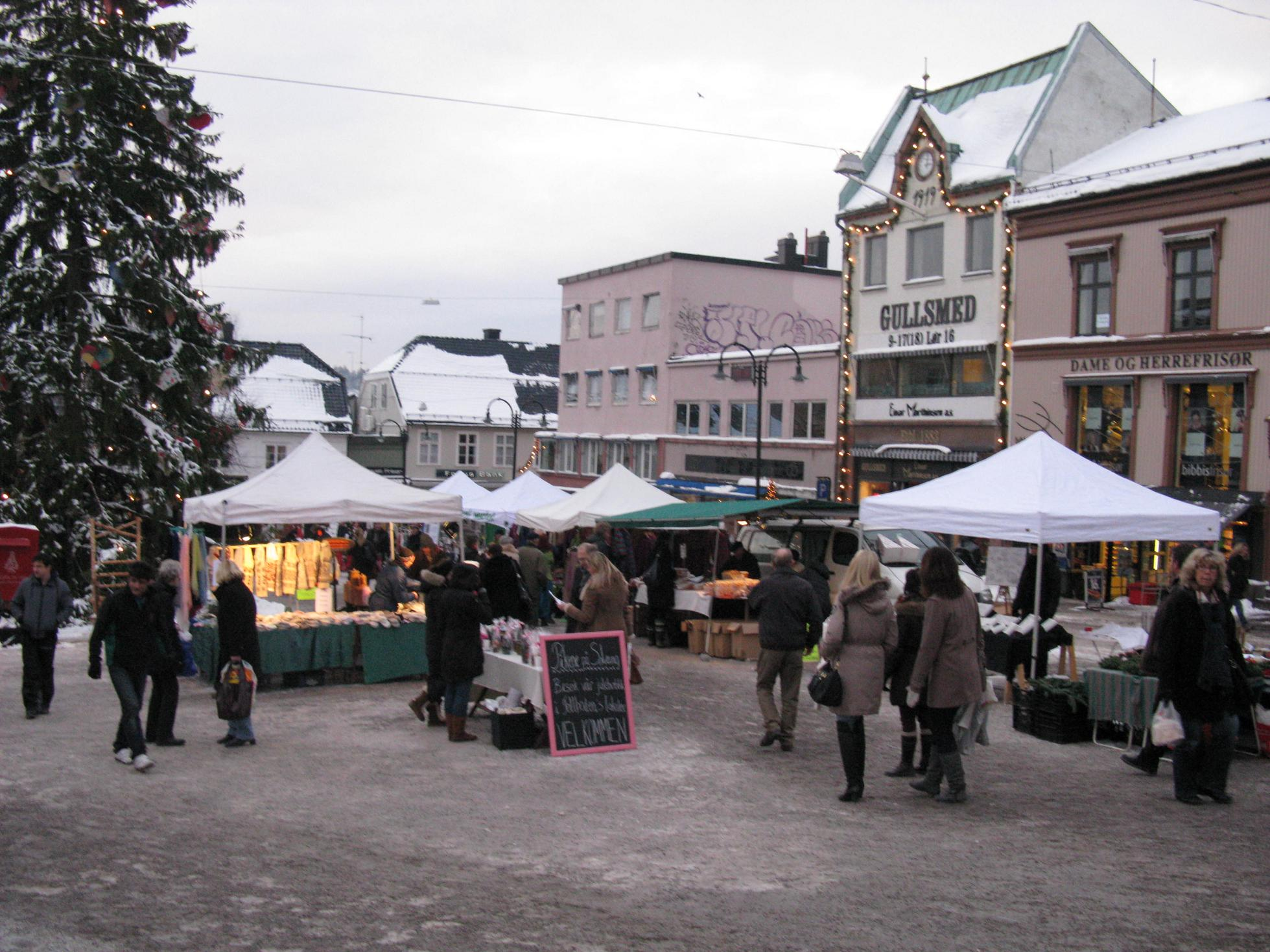
Mercato, Tønsberg, Norvegia, 2010

In Norvegia, la città di mercato medievale (in norvegese: kjøpstad e kaupstad, dall'antico norreno kaupstaðr) era una città a cui erano stati concessi privilegi commerciali dal re o da altre autorità. I cittadini avevano il monopolio sull'acquisto e la vendita di merci e sulla gestione di altre attività commerciali, sia in città che nei dintorni.
La Norvegia sviluppò le città di mercato molto più tardi rispetto ad altre parti d'Europa. Le ragioni di questo sviluppo tardivo sono complesse, ma includono la scarsa popolazione, la mancanza di urbanizzazione, l'assenza di vere e proprie industrie manifatturiere e l'assenza di un'economia basata sulla liquidità. La prima città di mercato fu creata nell'XI secolo in Norvegia, per incoraggiare le imprese a concentrarsi attorno a città specifiche. Re Olaf fondò una città di mercato a Bergen nell'XI secolo, che divenne presto la residenza di molte famiglie benestanti. L'importazione e l'esportazione dovevano essere condotte solo attraverso le città di mercato, per consentire il controllo del commercio e semplificare l'imposizione di accise e dazi doganali. Questa pratica servì a incoraggiare la crescita in aree di importanza strategica, fornendo una base economica locale per la costruzione di fortificazioni e una popolazione sufficiente a difendere l'area. Servì anche a impedire ai mercanti della Lega anseatica di commerciare in aree diverse da quelle designate.
La Norvegia includeva una categoria subordinata alla città di mercato, il "piccolo porto marittimo" (in norvegese losested o ladested), che era un porto con il monopolio dell'importazione ed esportazione di merci e materiali sia nel porto stesso che in un distretto periferico circostante. Tipicamente, si trattava di luoghi per l'esportazione di legname e l'importazione di grano e merci. I prodotti agricoli locali e le vendite di legname dovevano tutti passare attraverso i mercanti di un piccolo porto marittimo o di una città di mercato prima dell'esportazione. Questo incoraggiava i mercanti locali ad assicurarsi che gli scambi commerciali passassero attraverso di loro, il che fu così efficace nel limitare le vendite non controllate (contrabbando) che le entrate doganali aumentarono da meno del 30% del gettito fiscale totale nel 1600 a oltre il 50% entro il 1700.
Le "città di mercato" norvegesi si estinsero e furono sostituite dai mercati liberi nel corso del XIX secolo. Dopo il 1952, sia il "piccolo porto" che la "città di mercato" furono relegati allo status di semplici città.

### Polonia
Miasteczko (letteralmente "piccola città") era un tipo storico di insediamento urbano simile a una città di mercato nell'ex Confederazione polacco-lituana. Dopo le spartizioni della Confederazione polacco-lituana alla fine del XVIII secolo, questi insediamenti si diffusero negli imperi austriaco, tedesco e russo. La stragrande maggioranza dei miasteczkos aveva popolazioni ebraiche significative o addirittura predominanti; queste sono conosciute in inglese con il termine yiddish shtetl. Miasteczkos aveva uno status amministrativo speciale diverso da quello di città o paese. 

### Regno Unito e Irlanda

#### Inghilterra e Galles
Fin dai tempi della conquista normanna, il diritto di concedere una licenza era generalmente considerato una prerogativa reale. Tuttavia, la concessione di licenze non fu sistematicamente registrata fino al 1199. Una volta concessa una licenza, questa dava ai signori locali il diritto di riscuotere pedaggi e garantiva anche alla città una certa protezione dai mercati rivali. Quando un mercato con licenza veniva concesso per specifici giorni di mercato, un mercato rivale vicino non poteva aprire negli stessi giorni. In tutti i distretti dell'Inghilterra, tra il XII e il XVI secolo, nacque una rete di mercati con licenza, offrendo ai consumatori una scelta ragionevole nei mercati che preferivano frequentare. 
Fino al 1200 circa, i mercati si tenevano spesso la domenica, giorno in cui la comunità si riuniva in città per partecipare alla messa. Alcuni dei mercati più antichi sembrano essersi tenuti nei cimiteri. Al tempo della conquista normanna, la maggior parte della popolazione si guadagnava da vivere con l'agricoltura e l'allevamento. La maggior parte viveva nelle proprie fattorie, situate fuori città, e la città stessa sostentava una popolazione relativamente piccola di residenti permanenti. Gli agricoltori e le loro famiglie portavano i loro prodotti in eccesso ai mercati informali che si tenevano nei terreni della loro chiesa dopo il culto. Entro il XIII secolo, tuttavia, un movimento contro i mercati domenicali prese slancio e il mercato si trasferì gradualmente in un sito nel centro della città e si tenne in un giorno feriale. Entro il XV secolo, alle città fu legalmente proibito tenere mercati nei cimiteri. 

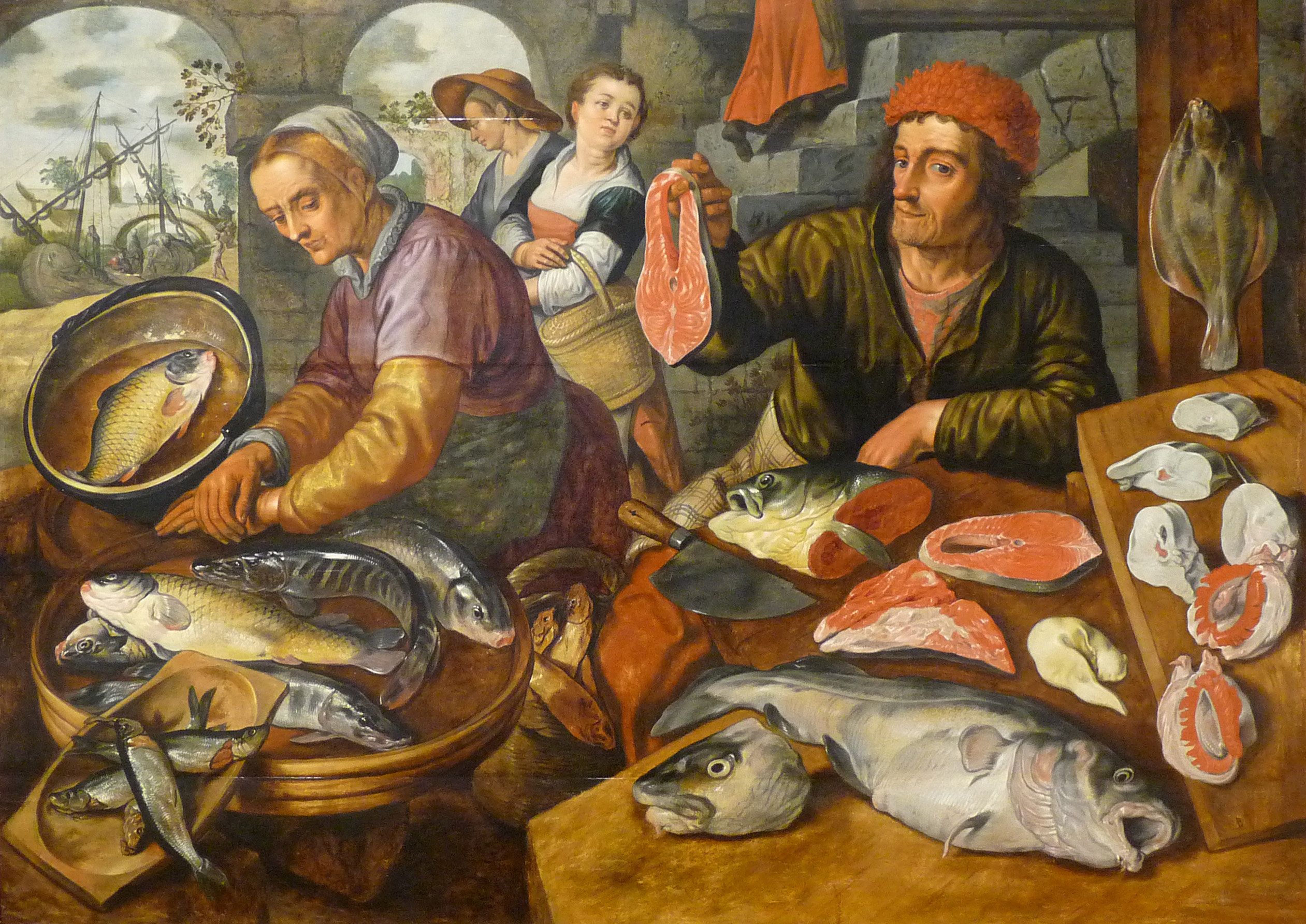
Il mercato del pesce di Joachim Beuckelaer, circa 1568

Prove archeologiche suggeriscono che Colchester sia la più antica città di mercato registrata in Inghilterra, risalente almeno al periodo dell'occupazione romana delle regioni meridionali della Gran Bretagna. Un'altra antica città di mercato è Cirencester, che ospitava un mercato nella tarda Britannia romana. Il termine deriva da mercati e fiere istituiti per la prima volta nel XIII secolo dopo l'approvazione della Magna Carta e le prime leggi verso un parlamento. Le disposizioni di Oxford del 1258 furono possibili solo grazie alla fondazione di una città e di un'università in un punto di attraversamento sul fiume Tamigi a monte di Runnymede, dove si formò una lanca nel corso d'acqua. Tra i primi mecenati figurava Thomas Furnyvale, signore di Hallamshire, che istituì una fiera e un mercato nel 1232. I viaggiatori potevano incontrarsi e scambiare merci in relativa sicurezza per una settimana di "fayres" in un luogo all'interno delle mura cittadine. Il regno di Enrico III vide un picco nelle fiere di mercato stabilite. La sconfitta di Simone V di Montfort aumentò i controlli a campione sui mercati da parte di Edoardo I il "legislatore", che convocò il Model Parliament nel 1295 per esaminare i confini delle foreste e delle città.
Le città di mercato crebbero nei centri di attività locale e furono una caratteristica importante della vita rurale e divennero anche importanti centri di vita sociale, come suggeriscono alcuni toponimi: Market Drayton, Market Harborough, Market Rasen, Market Deeping, Market Weighton, Chipping Norton, Chipping Ongar e Chipping Sodbury (chipping deriva da un verbo sassone che significa "comprare"). Un importante studio condotto dall'Università di Londra ha trovato prove di almeno 2.400 mercati nelle città inglesi entro il 1516. 
Il sistema inglese di licenze stabiliva che una nuova città di mercato non poteva essere creata entro una certa distanza di viaggio da una già esistente. Questo limite era solitamente pari a un giorno di viaggio (circa 10 chilometri (6,2 miglia)) da e per il mercato. Se il tempo di percorrenza superava questo standard, una nuova città di mercato poteva essere fondata in quella località. Come risultato di questo limite, le città di mercato ufficiali spesso chiedevano al monarca di chiudere i mercati illegali in altre città. Queste distanze sono ancora oggi legge in Inghilterra. Altri mercati possono essere tenuti, a condizione che siano autorizzati dal titolare della Licenza Reale, che attualmente tende ad essere il consiglio comunale locale. In mancanza di ciò, la Corona può concedere una licenza. 
Con l'aumento del numero di licenze concesse, aumentò anche la concorrenza tra le città di mercato. In risposta alle pressioni concorrenziali, le città investirono in una reputazione per la qualità dei prodotti, un'efficiente regolamentazione del mercato e buoni servizi per i visitatori, come gli alloggi coperti. Entro il XIII secolo, le contee con importanti industrie tessili investirono in mercati appositamente costruiti per la vendita di tessuti. Specifiche città di mercato coltivarono una reputazione per i prodotti locali di alta qualità. Ad esempio, la Blackwell Hall di Londra divenne un centro per i tessuti, Bristol fu associata a un particolare tipo di tessuto noto come rosso di Bristol, Stroud era nota per la produzione di pregiati tessuti di lana, la città di Worsted divenne sinonimo di un tipo di filato; Banbury e l'Essex furono fortemente associate ai formaggi. 
Uno studio sulle abitudini di acquisto dei monaci e di altri individui nell'Inghilterra medievale suggerisce che i consumatori dell'epoca fossero relativamente esigenti. Le decisioni di acquisto si basavano su criteri quali la percezione dei consumatori della gamma, della qualità e del prezzo dei beni. Ciò influenzava le decisioni su dove effettuare i propri acquisti. 
Con lo sviluppo delle tradizionali città di mercato, queste presentavano un'ampia strada principale o una piazza centrale del mercato. Queste fornivano spazio alle persone per allestire bancarelle e stand nei giorni di mercato. Spesso la città erigeva una croce di mercato al centro della città, per ottenere la benedizione di Dio sul commercio. Esempi notevoli di croci di mercato in Inghilterra sono la Chichester Cross, la Malmesbury Market Cross e Devizes, nel Wiltshire. Le città di mercato spesso presentavano anche una sala del mercato, con quartieri amministrativi o civici al piano superiore, sopra un'area commerciale coperta. Le città di mercato con uno status più piccolo includono Minchinhampton, Nailsworth e Painswick vicino a Stroud, nel Gloucestershire. 
Una "città di mercato" può o meno avere diritti relativi all'autogoverno, che di solito costituiscono la base giuridica per la definizione di "città". Ad esempio, Newport, nello Shropshire, si trova nel distretto di Telford e Wrekin, ma è separata da Telford. In Inghilterra, le città con tali diritti sono solitamente contraddistinte dallo status aggiuntivo di distretto. È generalmente accettato che, in questi casi, quando a una città veniva concesso un mercato, ottenesse l'ulteriore autonomia conferita alle città separate. Molte delle prime città di mercato hanno continuato a operare fino a tempi moderni. Ad esempio, il mercato di Northampton ricevette la sua prima licenza nel 1189 e i mercati si tengono ancora oggi nella piazza. 
La National Market Traders Federation, con sede a Barnsley, nel South Yorkshire, conta circa 32.000 membri e intrattiene stretti legami con le federazioni dei commercianti di mercato in tutta Europa. Secondo gli Archivi Nazionali del Regno Unito, non esiste un registro unico dei diritti moderni a organizzare mercati e fiere, sebbene le licenze storiche fino al 1516 siano elencate nel Gazetteer of Markets and Fairs in England and Wales. Remarks on London di William Stow del 1722 includono "Un elenco di tutte le città di mercato in Inghilterra e Galles; con i giorni della settimana in cui si tenevano".

#### Irlanda
Le "case mercato" erano una caratteristica comune in tutta l'Irlanda. Questi edifici, spesso con porticati, svolgevano la funzione di mercati, spesso con uno spazio comunitario al piano superiore. Le strutture più antiche sopravvissute risalgono alla metà del XVII secolo.

#### Scozia

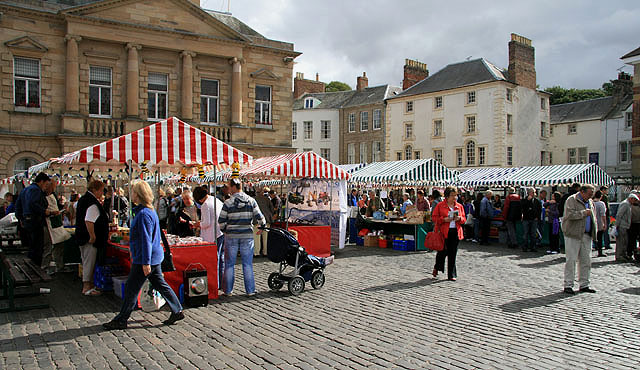
Mercato degli agricoltori di Kelso, Scozia, con piazza acciottolata in primo piano

In Scozia, i mercati borghesi si tenevano settimanalmente fin dall'inizio. Un mercato reale si teneva a Roxburgh in un giorno specifico a partire dall'anno 1171 circa; un mercato del giovedì si teneva a Glasgow, un mercato del sabato ad Arbroath e un mercato della domenica a Brechin. 
In Scozia, le città di mercato erano spesso distinte dalla loro croce di mercato: un luogo in cui il diritto di tenere un mercato o una fiera regolari era concesso da un'autorità dominante (reale, nobile o ecclesiastica). Come nel resto del Regno Unito, l'area in cui si trovava la croce era quasi sempre centrale: o in una piazza o in un'ampia strada principale. Le città che hanno ancora mercati regolari includono: Inverurie, St Andrews, Selkirk, Wigtown, Kelso e Cupar. Non tutte possiedono ancora la loro croce di mercato (croce di mercato).

## Nell'arte e nella letteratura
I pittori olandesi di Anversa mostrarono un grande interesse per i mercati e le città di mercato a partire dal XVI secolo. Pieter Aertsen era noto come il "grande pittore del mercato". L'interesse dei pittori per i mercati era dovuto, almeno in parte, alla natura mutevole del sistema di mercato dell'epoca. Con l'ascesa delle corporazioni mercantili, il pubblico iniziò a distinguere tra due tipi di mercanti, i meersenier, che si riferivano ai commercianti locali tra cui fornai, droghieri, venditori di latticini e ambulanti, e i koopman, che descrivevano una nuova classe emergente di commercianti che esercitavano su larga scala. I dipinti di scene di mercato quotidiane potrebbero essere stati un tentativo di registrare scene familiari e documentare un mondo che rischiava di andare perduto.